# Devis Miorin
Devis Miorin (* 24. März 1976 in San Vito al Tagliamente) ist ein ehemaliger italienischer Radrennfahrer.
Devis Miorin wurde 1997 Erster der Gesamtwertung des Giro della Valle d’Aosta. Zwei Jahre später gewann er die Eintagesrennen Giro del Medio Brenta und Giro del Piave und wurde auch italienischer Meister im Straßenrennen der Amateure. Im Jahr 2000 wurde er Profi bei Mobilvetta Design, wo er 2001 auch am Giro d’Italia teilnahm. 2002 wechselte Miorin zu De Nardi und gewann die erste Etappe des Uniqa Classic. In der Saison 2005 nahm er mit Liquigas an der Vuelta a España teil. 

## Erfolge
1997
- Gesamtwertung Giro della Valle d’Aosta

1999
- Giro del Medio Brenta

2002
- eine Etappe Uniqa Classic

## Teams
- 2000 Mobilvetta Design-Rossin
- 2001 Mobilvetta Design-Formaggi Trentini
- 2002 De Nardi-Pasta Montegrappa
- 2003 De Nardi-Colpack
- 2004 De Nardi
- 2005 Liquigas-Bianchi
- 2006 Team Endeka
- 2007 Kio Ene-Tonazzi-DMT
- 2008 Team Nippo-Endeka